# Жуковское (Ростовская область)
Жуковское — село в Песчанокопском районе Ростовской области.
Административный центр Жуковского сельского поселения.

## География
Село расположено в 33 км к юго-востоку от села Песчанокопского по берегам реки Большой Егорлык при впадении в неё реки Рассыпная.

### Уличная сеть
| - ул. 1 Мая, - ул. 8 Марта, - ул. Гагарина, - ул. Карла Маркса, - ул. Киевская, - ул. Кирова, - ул. Колхозная, - ул. Комсомольская, - ул. Красных Партизан, - ул. Крупская, | - ул. Ленина, - ул. Ленинградская, - ул. Московская, - ул. Набережная, - ул. Октябрьская, - ул. Павших Борцов, - ул. Речная, - ул. Ростовская, - ул. Садовая, - ул. Семашко, | - ул. Советская, - ул. Социалистическая, - ул. Степная, - ул. Стерлева, - ул. Чехова, - ул. Школьная, - пер. Батайский, - пер. Островского. |

## История
Основано в 1846 году как отсёлок села Летницкого, вначале называвшийся Петропавловское в честь святых Петра и Павла. В 1848 году построена церковь (в 1907 году сгорела до основания). После завершения строительства церкви село получило название Жуковка по фамилии первого поселенца крестьянина Жукова. В 1897 году в селе было два одноклассных училища: Министерства народного просвещения и церковно-приходское.
В 1892 году произошла эпидемия холеры, от которой умерло 36 человек.
В декабре 1917 года в селе мирным путем установилась Советская власть. Первым председателем Совета крестьянских и солдатских депутатов избран М. Мотищный.
В 1921 году организовано первое коллективное хозяйство «Трудпром», в которое вошли 14 семей.
В 1935 году село соединено с районной телефонной связью.
С 1941 по 1945 годы на фронты Великой Отечественной войны призвано около 2000 человек, около 600 человек погибли и пропали без вести.
В 1962 году введён в эксплуатацию зрительный зал в сельском Доме культуры на 850 мест.
В 1965 году село подключено к государственной сети Цимлянской ГЭС.
В 1966-1971 годах открыт детский сад на 150 мест, пущена в эксплуатацию АТС на 40 номеров, построена трехэтажное здание школы на 536 учащихся.
В сентябре 1993 года пущен природный газ для газификации домов.

## Население
Динамика численности населения
| 1873  | 1909  | 1926  |
| ----- | ----- | ----- |
| 2 832 | 7 464 | 6 748 |

| 1883  | 1884  | 1989  | 2002  | 2010  | 2012  | 2013  |
| ----- | ----- | ----- | ----- | ----- | ----- | ----- |
| 4010  | ↗4180 | ↘2719 | ↗2767 | ↘2582 | ↘2542 | ↘2485 |
| 2014  | 2015  | 2016  | 2017  | 2018  | 2019  | 2020  |
| ↘2379 | ↘2365 | ↘2342 | ↘2293 | ↘2237 | ↘2182 | ↘2125 |
| 2021  |       |       |       |       |       |       |
| ↘2075 |       |       |       |       |       |       |

### Известные люди
В селе родился Евко, Иван Романович — Герой Социалистического Труда. 